# Livingstones toerako
De Livingstones toerako (Tauraco livingstonii) is een vogel die behoort tot de familie Musophagidae (toerako's). De vogel is genoemd naar Charles Livingstone, de broer van de bekende ontdekkingsreiziger David Livingstone.

## Verspreiding en leefgebied
Deze soort komt voor in zuidoostelijk Afrika en telt drie ondersoorten:
- T. l. reichenowi: de hooglanden van Tanzania.
- T. l. cabinisi: van de Tanzaniaanse kust tot Mozambique en oostelijk Zuid-Afrika.
- T. l. livingstonii: van Malawi tot noordelijk Mozambique en oostelijk Zimbabwe.